# Uli Hiemer
Pour les articles homonymes, voir Hiemer.
Temple de la renommée allemand :
Ulrich Hiemer dit Uli Hiemer, né le 21 septembre 1962 à Füssen en Allemagne de l'Ouest, est un joueur allemand de hockey sur glace.

## Carrière de joueur

### En club
Uli Hiemer commence sa carrière professionnelle en 1979 sous les couleurs du club de sa ville natale, le EV Füssen, où il reste deux saisons. En 1981, il est repêché comme 48e du repêchage d'entrée de la LNH par les Rockies du Colorado. Cependant, il continue à se perfectionner en Bundesliga, désormais avec le Kölner Haie. En 1984, les Requins remportent le titre de champion d'Allemagne de l'Ouest et, quelques semaines plus tard, Hiemer rejoint l'Amérique du Nord.
Entre-temps, les Rockies ont déménagé dans le New Jersey et sont devenus les Devils. Le 12 octobre 1984, Uli Hiemer devient le second joueur allemand, après Udo Kießling, à évoluer en Ligue nationale de hockey. Trois semaines plus tard, face aux Penguins de Pittsburgh du débutant Mario Lemieux, il réalise un hat-trick, record partagé de la franchise pour un défenseur. Durant les deux saisons qui ont suivi, son temps de jeu est divisé entre les Devils en LNH et les Mariners du Maine en LAH. À l'issue de la saison 1986-1987, les Devils ne renouvelant pas son contrat, il décide de rentrer au pays.
Sous le chandail du Düsseldorfer EG, il devient le pilier de la défense. En 1996, après neuf saisons et cinq titres de champion avec le club rhénan, il prend sa retraite.
Il est membre du Temple de la renommée du hockey allemand.

### En équipe nationale
Uli Hiemer a été un membre récurrent des sélections d'Allemagne de l'Ouest puis d'Allemagne réunifiée. Il a pris part aux championnats du monde junior 1980 et 1982. Avec l'équipe sénior dont il est le capitaine à partir de 1993, il a joué neuf championnats du monde A, trois Jeux olympiques ainsi que la Coupe Canada 1984.

## Statistiques
Pour les significations des abréviations, voir Statistiques du hockey sur glace.

### En club
| Saison     | Équipe               | Ligue      |     | Saison régulière | Saison régulière | Saison régulière | Saison régulière | Saison régulière |    | Séries éliminatoires | Séries éliminatoires | Séries éliminatoires | Séries éliminatoires | Séries éliminatoires |
| Saison     | Équipe               | Ligue      | PJ  | B                | A                | Pts              | Pun              | PJ               | B  | A                    | Pts                  | Pun                  |                      |                      |
| 1979-1980  | EV Füssen            | DEL        | 44  | 6                | 10               | 16               | 84               | --               | -- | --                   | --                   | --                   |                      |                      |
| 1980-1981  | EV Füssen            | DEL        | 34  | 11               | 11               | 22               | 84               | --               | -- | --                   | --                   | --                   |                      |                      |
| 1981-1982  | Kölner Haie          | DEL        | 43  | 10               | 23               | 33               | 85               | 9                | 3  | 0                    | 3                    | 27                   |                      |                      |
| 1982-1983  | Kölner Haie          | DEL        | 35  | 8                | 17               | 25               | 69               | 8                | 2  | 6                    | 8                    | 23                   |                      |                      |
| 1983-1984  | Kölner Haie          | DEL        | 50  | 23               | 23               | 46               | 93               | --               | -- | --                   | --                   | --                   |                      |                      |
| 1984-1985  | Devils du New Jersey | LNH        | 53  | 5                | 24               | 29               | 70               | --               | -- | --                   | --                   | --                   |                      |                      |
| 1985-1986  | Devils du New Jersey | LNH        | 50  | 8                | 16               | 24               | 61               | --               | -- | --                   | --                   | --                   |                      |                      |
| 1985-1986  | Mariners du Maine    | LAH        | 15  | 5                | 2                | 7                | 19               | --               | -- | --                   | --                   | --                   |                      |                      |
| 1986-1987  | Devils du New Jersey | LNH        | 40  | 6                | 14               | 20               | 45               | --               | -- | --                   | --                   | --                   |                      |                      |
| 1986-1987  | Mariners du Maine    | LAH        | 26  | 4                | 3                | 7                | 51               | --               | -- | --                   | --                   | --                   |                      |                      |
| 1987-1988  | Düsseldorfer EG      | DEL        | 34  | 9                | 23               | 32               | 78               | 10               | 3  | 2                    | 5                    | 24                   |                      |                      |
| 1988-1989  | Düsseldorfer EG      | DEL        | 32  | 17               | 25               | 42               | 75               | 10               | 6  | 3                    | 9                    | 46                   |                      |                      |
| 1989-1990  | Düsseldorfer EG      | DEL        | 35  | 13               | 29               | 42               | 67               | 11               | 1  | 9                    | 10                   | 16                   |                      |                      |
| 1990-1991  | Düsseldorfer EG      | DEL        | 44  | 18               | 32               | 50               | 43               | 13               | 3  | 11                   | 14                   | 22                   |                      |                      |
| 1991-1992  | Düsseldorfer EG      | DEL        | 42  | 8                | 27               | 35               | 67               | 9                | 4  | 6                    | 10                   | 12                   |                      |                      |
| 1992-1993  | Düsseldorfer EG      | DEL        | 44  | 11               | 28               | 39               | 57               | --               | -- | --                   | --                   | --                   |                      |                      |
| 1993-1994  | Düsseldorfer EG      | DEL        | 44  | 17               | 22               | 39               | 60               | --               | -- | --                   | --                   | --                   |                      |                      |
| 1994-1995  | Düsseldorfer EG      | DEL        | 40  | 9                | 19               | 28               | 54               | 10               | 1  | 9                    | 10                   | 20                   |                      |                      |
| 1995-1996  | Düsseldorfer EG      | DEL        | 47  | 9                | 22               | 31               | 98               | 13               | 3  | 6                    | 9                    | 24                   |                      |                      |
| Totaux LNH | Totaux LNH           | Totaux LNH | 143 | 19               | 54               | 73               | 176              | --               | -- | --                   | --                   | --                   |                      |                      |

### En équipe nationale
| Année         | Ligue                       |               | PJ | B  | A  | Pts | Pun |    | Résultats |
| 1980          | Championnat du monde junior | 5             | 1  | 4  | 5  | 12  | 6e  |    |           |
| 1981          | Championnat du monde        | 6             | 0  | 1  | 1  | 14  | 7e  |    |           |
| 1982          | Championnat du monde junior | 7             | 1  | 2  | 3  | 21  | 7e  |    |           |
| 1982          | Championnat du monde        | 2             | 0  | 0  | 0  | 2   | 6e  |    |           |
| 1983          | Championnat du monde        | 9             | 1  | 3  | 4  | 8   | 5e  |    |           |
| 1984          | Jeux olympiques             | 6             | 2  | 0  | 2  | 4   | 5e  |    |           |
| 1984          | Coupe Canada                | 3             | 0  | 0  | 0  | 4   | 5e  |    |           |
| 1985          | Championnat du monde        | 10            | 2  | 1  | 3  | 10  | 7e  |    |           |
| 1989          | Championnat du monde        | 10            | 2  | 1  | 3  | 8   | 7e  |    |           |
| 1990          | Championnat du monde        | 10            | 0  | 1  | 1  | 6   | 7e  |    |           |
| 1992          | Jeux olympiques             | 8             | 0  | 1  | 1  | 12  | 6e  |    |           |
| 1992          | Championnat du monde        | 6             | 3  | 1  | 4  | 26  | 6e  |    |           |
| 1993          | Championnat du monde        | 5             | 0  | 1  | 1  | 22  | 5e  |    |           |
| 1994          | Jeux olympiques             | 6             | 0  | 0  | 0  | 0   | 7e  |    |           |
| 1995          | Championnat du monde        | 5             | 0  | 2  | 2  | 2   | 9e  |    |           |
| Totaux sénior | Totaux sénior               | Totaux sénior | 86 | 10 | 12 | 22  | 118 | -- |           |

## Palmarès et distinctions

### Titres
- Championnat d'Allemagne : 1984, 1990, 1991, 1992, 1993, 1996

### Récompenses
- Meilleur débutant du Championnat d'Allemagne : 1979[3]
- Meilleur défenseur du Championnat d'Allemagne : 1990, 1991, 1993
- Meilleur défenseur des séries éliminatoires du Championnat d'Allemagne : 1984, 1991
- Équipe d'étoiles du Championnat d'Allemagne : 1984, 1989, 1990, 1991, 1993

## Parenté
Son frère Jörg a été un joueur professionnel évoluant toute sa carrière en Allemagne. Il a été président du syndicat allemand des joueurs pro.